# Federació de Futbol d'Albània
La Federació de Futbol d'Albània (albanès: Federata Shqiptare e Futbollit; FSHF) és la institució que regeix el futbol a Albània. Agrupa tots els clubs de futbol del país i es fa càrrec de l'organització de la Lliga albanesa de futbol i la Copa. També és titular de la Selecció de futbol d'Albània absoluta i les de les altres categories. Té la seu a Tirana.
Va ser fundada el 6 de juny de 1930
- Afiliació a la FIFA: 1932
- Afiliació a la UEFA: 1954[5]